# Liste der Kulturdenkmale in Koerich
In der Liste der Kulturdenkmale in Koerich sind alle Kulturdenkmale der luxemburgischen Gemeinde Koerich aufgeführt (Stand: 1. September 2022).

## Kulturdenkmale nach Ortsteil

### Koerich
| Bild                                    | Bezeichnung                             | Lage                      | Beschreibung | Stufe | Eingetragen seit  |
| --------------------------------------- | --------------------------------------- | ------------------------- | --- | ----- | ----------------- |
| Weitere Bilder                          | Ruinen von Schloss Koerich              | (Karte)                   | Wirich I. von Koerich ließ um 1180 eine Burganlage in Koerich errichten. Ein teilweiser Umbau vom romanischen in einen gotischen Stil erfolgte um 1300. Zwischen 1380 und 1385 entstand ein gotisches Wohngebäude und zwei rechtwinklige Türme in der Südfassade. erhalten ist nur der Süd-West-Turm, in dessen Erdgeschoss sich eine Kapelle befindet. Unter Jacques II. de Raville-Bassompierre wurde das Schloss im Renaissance-Stil umgebaut, im 18. Jahrhundert wurde der südliche Flügel des Schlosses im Barockstil umgebaut. Nach 1755 war das Schloss unbewohnt und verfiel. Heute ist das Schloss im Besitz des luxemburgischen Staates. | PCN   | 22. November 1938 |
| Weitere Bilder                          | Pfarrkirche Koerich                     | rue de l’École (Karte)    | Die katholische Remigiuskirche wurde 1747/48 im Barockstil errichtet. Der Turm der Vorgängerkirche wurde übernommen. Der böhmische Maler Joseph Müller malte die Kirche aus. Zwischen 1991 und 1993 wurde das Gebäude restauriert. | PCN   | 31. Juli 1968     |
| Gebäude                                 | Gebäude                                 | 1, rue du Château (Karte) | alle Gebäude, außer Wohnhaus, dies wurde 1999 in die Denkmalschutzliste aufgenommen. | PCN   | 29. Januar 2010   |
|                                         | alter Bauernhof, Kapelle und Wegekreuz  | 1, rue de l’Ecole (Karte) | | PCN   | 21. Januar 2022   |
| Wohngebäude eines Bauernhofes mit Platz | Wohngebäude eines Bauernhofes mit Platz | 1, rue du château (Karte) | | IS    | 11. Februar 1999  |
| Gebäude                                 | Gebäude                                 | 5, rue de l’Ecole (Karte) | | IS    | 17. Juli 2009     |

### Göblingen
| Bild | Bezeichnung          | Lage                      | Beschreibung | Stufe | Eingetragen seit  |
| ---- | -------------------- | ------------------------- | ------------ | ----- | ----------------- |
|      | ehemaliger Bauernhof | 5, rue Principale (Karte) |              | IS    | 23. November 2018 |

### Götzingen
| Bild | Bezeichnung | Lage                      | Beschreibung | Stufe | Eingetragen seit |
| ---- | ----------- | ------------------------- | ------------ | ----- | ---------------- |
|      | Gebäude     | 3, rue Principale (Karte) |              | PCN   | 15. Juli 2020    |

Legende: PCN – Immeubles et objets bénéficiant des effets de classement comme patrimoine culturel national; IS – Immeubles et objets inscrits à l’inventaire supplémentaire

## Quelle
- Liste des immeubles et objets beneficiant d’une protection nationales, Nationales Institut für das gebaute Erbe, Fassung vom 11. Juli 2022, S. 61 f. (PDF)

- Karte mit allen Koordinaten:
- OSM |
- WikiMap